# Rory Gallagher
Pour les articles homonymes, voir Gallagher.
Rory Gallagher [rɔːri ˈgæləhər], né le 2 mars 1948 à Ballyshannon en Irlande et mort le 14 juin 1995 à Londres (Angleterre), est un guitariste, chanteur, compositeur et producteur irlandais de blues rock, connu pour être le fondateur du groupe Taste et pour sa carrière solo. Bien que connu pour ses prestations de guitariste, il est également saxophoniste et harmoniciste.
Il a été élu 57e meilleur guitariste de tous les temps par le magazine américain Rolling Stone dans le classement des 100 Meilleurs guitaristes de tous les temps (en 2011).
Il débute comme guitariste professionnel à l'âge de quinze ans, dans le sextuor Fontana qu’il quitte rapidement pour créer le groupe Taste, en 1966. Après avoir sorti deux albums, le groupe se sépare et il  poursuit sa carrière en solo en 1971 avec l'album Rory Gallagher. Durant les années 1970, il atteint la renommée en Europe avec ses albums Deuce, Blueprint et Tattoo ainsi qu'avec deux albums live.
Durant les années 1980, il ne publie que trois albums à cause de problèmes de santé dus à une consommation excessive d'alcool. De plus, à la fin de la décennie, il développe une aviophobie, qu'il ne peut contrôler que par la consommation de calmants. Ces médicaments et la consommation d'alcool lui abîment le foie à tel point qu'il doit subir une transplantation hépatique en urgence. L'opération est une réussite, mais son organisme rejette l'organe. Après des semaines de soins intensifs dues à une infection au staphylocoque,, il meurt à Londres à l'âge de 47 ans.
Les ventes de ses disques sont estimées à plus de 30 millions d'exemplaires à travers le monde.

## Biographie

### Jeunesse et début dans la musique
Rory Gallagher est né en république d'Irlande à Ballyshannon, dans le comté de Donegal à la frontière avec l'Irlande du Nord. La famille déménage ensuite à Derry, en Irlande du Nord où naît son jeune frère Dónal en 1949. ll découvre le jazz et le blues grâce aux émissions de radio de l'US Navy, basée à proximité. À la suite des troubles en Irlande du Nord, la famille Gallagher se réfugie à Cork d'où était originaire la mère de Rory. Il passe donc sa jeunesse à Cork et apprend la guitare très jeune. Il aurait eu sa première guitare (en plastique) à l'âge de 2 ans, la première en bois dès 5 ans et à douze ans il obtient sa première guitare électrique, une Rosatti. Il s’exerce pendant des heures seul au maniement de la guitare, qu'il maitrise avant ses 10 ans. Il donne ses premiers concerts à l'âge de dix ans aux fêtes de collèges, de paroisses, aux foyers de personnes âgées. Il gagne un concours de jeunes talents à Cork à 12 ans et reçoit un prix qui lui permet de s'acheter sa première guitare électrique. Rory apprécie particulièrement la musique rock et blues des États-Unis comme celui d'Elvis Presley, Eddie Cochran, Buddy Holly, Chuck Berry, Roy Rogers et d'autres. Ses reprises de Delta blues, musique noire américaine qui comporte souvent un double sens à caractère sexuel, ne plaisent pas à tout le monde, notamment sa reprise de Living Doll de Cliff Richard. Il fait des concerts avec son frère Donal, d'un an son cadet. Mais son frère n'a pas de don pour la musique et Rory fonde un premier groupe avec ses copains de collège.
En 1963, il achète sa fameuse guitare : une Stratocaster 1961, au prix de 100 Livres, une forte somme pour l'époque, et il n'est alors âgé que de 15 ans. Il l’achète d'occasion dans une boutique. C'est un musicien qui l'a revendue car la couleur ne lui plaisait pas. Il commande alors un modèle rouge et son ancienne guitare sera mise en vente. Rory n’a pas assez d'argent pour l'acheter. Il propose alors de rembourser avec l'argent de ses concerts avec comme premier versement son ancienne guitare électrique. Le vendeur accepte en échange d'une lettre signée des parents de Rory dans laquelle ils s'engagent à payer sa dette. Il accepte mais fournit une lettre avec une fausse signature de sa mère.
Peu avant d'obtenir sa guitare, il rentre dans son premier vrai groupe : un orchestre de bal de six musiciens, le Fontana Show Band. Il va faire ses armes dans le groupe, faire de nombreux concerts, jouer de nombreux styles de musique dont du Rock and Roll. Le collège religieux où il étudie n'accepte pas cela, le rock étant la musique du diable. De plus, il arrive en retard, rate certains jours d'école pour pouvoir jouer et refuse de se couper les cheveux. À la suite de châtiments corporels qui voient des plaies s'infecter, sa mère le met dans une institution privée laïque (l'école publique étant tenue par l’Église). Sa nouvelle école accepte les retards et les absences pour qu'il puisse suivre son groupe et continuer sa vocation.
Avec la révolution musicale qui se produit en Grande-Bretagne avec l'arrivée de groupes comme les Beatles, les Stones, The Animals ou encore les Yard Birds, le style des Fontana change et devient plus proche de cette nouvelle vague. Ils se rebaptisent The Impact. C'est à ce moment que Rory abandonne progressivement l'école. En 1965, dans une base américaine près de Madrid, le groupe obtient un certain succès. Mais, de retour en Irlande, c'est le carême, moment creux pour les musiciens. Le groupe décide alors de tenter sa chance à Londres, mais il n'obtient que de petits contrats. Rory propose alors d'aller en Allemagne à Hambourg, ville assez vivante où les Beatles se sont déjà produits et où la nouvelle vague rock plaît. Seul le batteur et le bassiste acceptent. Ils jouent dans un petit club où ils font forte impression. Ils obtiennent une série de concerts.
De retour à Cork en 1966, Rory est décidé : le trio est la meilleure façon de s'exprimer pour un groupe de rock. Il se met alors à la recherche d'un batteur et d'un bassiste. Il rencontre dans un bar deux musiciens : Norman Damery (batteur) et Eric Kittringham (basse) membre d'un groupe (Axels) qui partagent son point de vue. Ils décident alors de former un groupe. Ayant les mêmes goûts (taste en anglais), ils nomment le groupe ainsi Taste.

### Taste
Taste devient le plus gros groupe de Cork et décide ensuite de s'implanter à Belfast où il assure les premières parties de nombreux groupes tels que John Mayall, Cream, Fleetwood Mac, Jethro Tull, etc. Le groupe produit trois albums studio, Taste First enregistré en juillet 1967 en Allemagne, Taste et On the Boards, et deux albums live, le Live at Montreux lors du Montreux Jazz Festival et le Live at the Isle of Wight, tiré d'un concert donné au festival de l'île de Wight et sorti longtemps après la scission du groupe en 1970.

### Carrière solo
Après la séparation du groupe Taste, le 24 octobre 1970, Rory Gallagher décide de continuer sa carrière et se met à la recherche de nouveaux membres pour former son groupe en janvier 1971. Il va, à partir de là, jouer sous son nom (ses groupes s’appellent « Rory Gallagher Band ») : c'est le début de sa carrière dite solo. Rory engage comme bassiste l'Irlandais Gerry McAvoy, qu'il connaît depuis 1967. En effet, McAvoy joue dans le groupe de rock Deep Joy qui est dans la même agence que Rory et qui a déjà effectué plusieurs premières parties de Taste en Irlande et à Londres. Pour compléter le groupe, Rory Gallagher choisit Wilgar Campbell comme batteur, lui aussi membre du groupe Deep Joy. C'est avec ce groupe que Rory Gallagher enregistre ses deux premiers albums, le premier nommé simplement Rory Gallagher sorti en 1971 ainsi que Deuce . Le premier des trois albums live de Rory Gallagher, Live in Europe, est également enregistré avec ce groupe. En juin 1972, la phobie de l'avion de Wilgar Campbell l’empêche de continuer la tournée avec le groupe et il doit le quitter.
Aussitôt, il est remplacé par Rod de'Ath qui est une connaissance de Gerry McAvoy, avec qui il partage une colocation à Londres. Rod de'Ath quitte son groupe Killing Floor pour rejoindre celui de Rory. Peu de temps après, le trio est rejoint par le pianiste de Killing Floor, Lou Martin, qui partage aussi la colocation avec McAvoy et Rod de'Ath ; c'est le début du quartet. Le groupe entre en studio en décembre 1972 pour enregistrer Blueprint qui sort en 1973. La même année, il enregistre Tattoo, son cinquième album. Le sixième album studio Calling Card est enregistré aux studios Musicland de Munich en 1976 et coproduit par Roger Glover, le bassiste de Deep Purple .
En 1977, Rory Gallagher n'est pas satisfait de son nouvel album enregistré à San Francisco, qui aurait dû s'appeler Torch, et décide de ne pas le publier. L'album sonne trop studio et pas assez live pour Rory, et le clavier de Lou Martin lui pèse et prend trop de place ; il ne se sent plus assez libre sur ses chansons. L'environnement de Rory a joué un rôle important dans l'annulation de l'album. De plus en plus connu, il va souffrir de sa notoriété, il est nostalgique de ses premières tournées dans un van où le groupe s'occupait parfois lui-même de l'installation de son matériel. L’ambiance change au sein du groupe : Lou Martin et Rod de'Ath, originaires du même groupe, partagent les chambres d'hôtels pendant les tournées, ce qui va les éloigner de Rory qui, lui, fait chambre avec Gerry McAvoy. Sans animosité, Rory décide de se séparer de Lou Martin et Rod de'Ath après l'annulation de l'album : c'est la fin du quartet et le retour au trio, le clavier n'étant pas remplacé. Rory avait besoin de changement, de trouver une autre alchimie pour son groupe. Le style des albums va changer et devenir plus brut en se rapprochant plus du style de l'époque. L'album annulé Torch est finalement sorti en 2011 sous le nom Notes from San Francisco, il contient deux CD : l'album studio (douze titres, dont cinq chansons seront présentes sur l’album suivant Photo-Finish, réenregistrées avec le nouveau groupe sans clavier) et un CD live enregistré à San Francisco dans la salle du Old Waldorf en décembre 1979.
Après la fin du contrat qui lie Rory Gallagher avec Chrysalis, il crée son propre label Capo Records. Avoir son propre label donne à Rory une liberté artistique totale. Le premier album qu'il enregistre sur ce label est Defender, en 1987, qui tranche avec le dernier album Jinx, sorti cinq ans plus tôt. Après le dernier album Fresh Evidence, sorti en 1990, Gerry McAvoy décide de quitter le groupe l'année suivante pour pouvoir se consacrer à ses propres projets et faire évoluer sa carrière. Il est resté pendant vingt ans au service de Rory Gallagher et de ses différents groupes en restant dans l'ombre du guitariste. Rory et Gerry très bon amis ne se quittent pas fâchés. Le batteur Brendan O'Neil, qui suivait Rory depuis 10 ans, quitte également le groupe. Ils rejoignent Dennis Greaves pour reformer le groupe Nine Below Zero.
Pour les remplacer, Rory choisit le batteur Richard Newman, le bassiste David Levy, et Jim Leverton, au clavier, suppléé par John Cooke qui a participé à l'album Defender. C'est le dernier groupe de Rory avec lequel il n'enregistrera aucun album.
Usé par les longues tournées, les déplacements autour du monde, Rory va commencer à prendre des médicaments dans la fin des années 70. Sa consommation va crescendo, il prend des somnifères, quand il prend l'avion ou pour affronter une difficulté. Mélangé à l'alcool, cela va abîmer son foie, mais son entourage ne s'en rend pas compte. Son frère Donal en prend conscience en 1990 quand Rory subit des examens. Il a fait une surconsommation de médicaments et son organisme sature. On lui propose de voir un psy pour compenser la prise d'anti-dépresseurs mais Rory refuse. Il mène une vie active se couchant régulièrement à 6h du matin et se levant pour être prêt à travailler avant 10h, ce qui va le pousser à continuer à prendre des médicaments pour garder le rythme. Donal, qui s'oppose à cette surconsommation, va proposer un autre médecin à Rory pour tenter de le sevrer, mais Rory Gallagher va continuer à voir son ancien médecin à l'insu de son frère pour se faire prescrire les médicaments dont il est dépendant. Les deux frères entrent en conflit. Donal confisque les pilules de Rory qu'il trouve dans ses chambres d’hôtel lors des tournées. La situation est de plus en plus grave à la fin de l'année 1994. En décembre, Rory refuse une hospitalisation demandée par son frère. Pour éviter de laisser son frère désœuvré durant l'habituelle pause hivernale qui augmente son stress et son sentiment de solitude, Donal prévoit une série de récitals aux Pays-Bas. Mais durant la tournée, plusieurs musiciens dont Gallagher lui-même, tombent malades. En plus d'une infection pulmonaire, l'état du foie de celui-ci s'est dégradé et il n'a d'autre choix que d'être hospitalisé. Un coma bientôt survenu conduit Donal à prendre pour son frère la décision d'une transplantation du foie. Malgré la réussite de l'opération, Gallagher meurt à Londres le 14 juin 1995 au King's College Hospital de complications post-opératoires.
Ses concerts lui firent rencontrer le succès jusqu'en Amérique, et il fut très populaire en Europe continentale (en Allemagne notamment). Il est porté en idole dans son pays d'origine, l'Irlande, où il rassemble les fans, malgré le conflit nord-irlandais.
Il fait son premier passage à l'Olympia (à la Taverne) le 30 mars 1971. Cet excellent concert a été filmé pour l'émission POP 2, présentée par Patrice Blanc-Francard. En 1972, il est élu « Meilleur musicien de l'année » par le magazine Melody Maker, et son album Live in Europe entre dans le « Top Ten » aussi bien en Grande-Bretagne qu'au niveau international.

### Mort
Rory Gallagher est mort au King's College Hospital à Londres le 14 juin 1995, des suites de complications après une transplantation du foie (due aux effets secondaires de certains calmants, lithium peut-être, dont la prise fut consécutive au stress induit par 200 concerts par an). Si l'opération fut un succès, son corps affaibli ne put endiguer la progression d'un virus contracté alors. Il avait 47 ans, n'avait pas d'enfant et n'était pas marié.

## Après sa mort
Un certain nombre d'albums posthumes sont édités.
Le premier, A Blue Day For The Blues, sort en 1995, quelques mois après sa mort (chez I.R.S, International Record Syndicate). L'album met en avant un côté blues plus « profond » par opposition au blues rock. Il comprend 16 titres mais I.R.S n'avait que les droits de sept albums au moment de la publication de la compilation.
Le 3 mars 2003, le lendemain de la date anniversaire de la naissance de Rory Gallagher (il aurait eu alors cinquante-cinq ans) sort Wheels Within Wheels. Il avait dit à plusieurs reprises qu’il souhaitait publier un album entièrement acoustique ; ce sera chose faite avec cet album de 14 titres, à l’exception de Lonesome Highway enregistré à la guitare électrique. La compilation rassemble des morceaux enregistrés entre 1974 et 1994 dans lesquels il est accompagné de nombreux invités notamment Juan Martin avec qui il va jouer le titre flamenco Flight To The Paradise.
En 2011, sort le double album Notes From San Francisco comprenant l'album studio Torch avorté en 1977 ainsi qu'un album en public (voir ci-dessus Carrière solo).
En 2019, paraît le coffret Blues réunissant sur trois CD 36 morceaux de blues dont 32 inédits : des classiques électriques (CD1), acoustiques (CD2) et en public (CD3). Parmi ces morceaux figurent notamment des duos avec Muddy Waters, Albert King, Jack Bruce, Lonnie Donegan et Chris Barber. Une sélection de 15 morceaux réunis sur un seul CD sort également sous le même titre.

## Évolution musicale
Rory Gallagher a baigné toute son enfance dans la culture folklorique irlandaise. Il se passionne pour le blues, mais aussi pour le rock d'Eddie Cochran, d'Elvis Presley et de Chuck Berry. Quand Muddy Waters vint enregistrer en Angleterre et qu'on lui demanda avec qui il aimerait jouer, il cita tout de suite Rory Gallagher.
Rory Gallagher fut certainement un des plus grands guitaristes de son époque mais surtout un des plus originaux. Il avait en effet réussi à articuler ses chorus dans une rythmique sous-jacente, ce qui fait que, lorsqu'il partait en solo, on avait toujours l'impression qu'un guitariste rythmique jouait derrière lui. Cette technique terriblement exigeante fait que Gallagher n'a eu que très peu de successeurs, sauf peut-être Stevie Ray Vaughan, Angus Young d'AC/DC, ou Tommy Emmanuel, dans un autre style musical.
Rory Gallagher fut un extraordinaire virtuose. Parti d'un rock-blues assez rustique dans Taste, il a su très tôt assimiler des influences diverses dans son jeu pour en faire un des plus complets du rock. De plus en plus hard dans les années 1980 (le cataclysmique live "Stage Struck"), il a toujours su garder une sensibilité très bluesy qui le démarque des autres guitar heroes.
À partir de Photo-Finish, en 1978, le son de Rory Gallagher augmente systématiquement en volume et en puissance. Néanmoins, comme d'autres grands guitaristes des années 1970, il reviendra au blues dès 1987 sur l'album Defender, et surtout sur Fresh Evidence où l'on peut entendre des cuivres, de l'accordéon, de la mandoline et de la national-steel. Sur le disque posthume, Wheels Within Wheels, on peut même retrouver du flamenco. 

## Éloges
« C'était juste un magicien, c'est l'une des rares personnes de l'époque à pouvoir faire faire tout ce qu'il voulait à sa guitare. Cela semblait magique. »

— Brian May

« L'homme qui m'a ramené au blues »

— Eric Clapton

« La mort de Rory m'a vraiment touché. Je l'ai apprise juste avant de monter sur scène, et elle a miné la soirée. Je ne peux pas dire que je l'ai bien connu, mais je me rappelle l'avoir rencontré une fois dans nos bureaux, et nous avons parlé une bonne heure. C'était un si gentil type et un grand guitariste. »

— Jimmy Page

« Dans une interview de Jimi Hendrix , à la question : « Qu'est-ce que ça fait d'être le meilleur guitariste du monde ? », il répondit : « Je ne sais pas, demandez à Rory Gallagher. »
. »

— Jimi Hendrix

« Dès que j'ai entendu Cradle Rock, j'ai été accro. J'ai pensé : " c'est ce que je veux être quand je serais grand " . »

— Joe Bonamassa

« L'homme qui a changé ma vie musicale était Rory Gallagher, j'ai pris une guitare à cause de lui. »

— Johnny Marr

« Jouer sur scène à Los Angeles avec lui me fit l'un des plus grands frissons de ma vie. »

— Slash

« Un bel homme et un incroyable guitariste. C'était un homme très sensible et un grand musicien. »

— The Edge

## Influences
Dans une récente interview accordée à BBC Radio, Brian May, le guitariste du groupe Queen a expliqué avoir été impressionné par le son de Rory Gallagher. Après un concert que donnait Rory au Marquee Club de Londres (où il se produisait tous les jeudis à une époque), Brian May l'interpella à sa sortie et lui demanda comment il arrivait à obtenir son fameux son. Rory Gallagher lui expliqua qu'il utilisait simplement un amplificateur AC30 de la marque Vox et une Dallas Rangemaster, un petit boîtier qui a pour fonction d'augmenter la force du signal de la guitare qui entre dans l'amplificateur et à augmenter la tonalité du spectre sonore. Le lendemain, il alla acheter deux AC30 d'occasion pour 30 £ ainsi qu'un Rangemaster. C'est une configuration qu'il utilise encore aujourd'hui à quelques ajustements près.

## Hommages

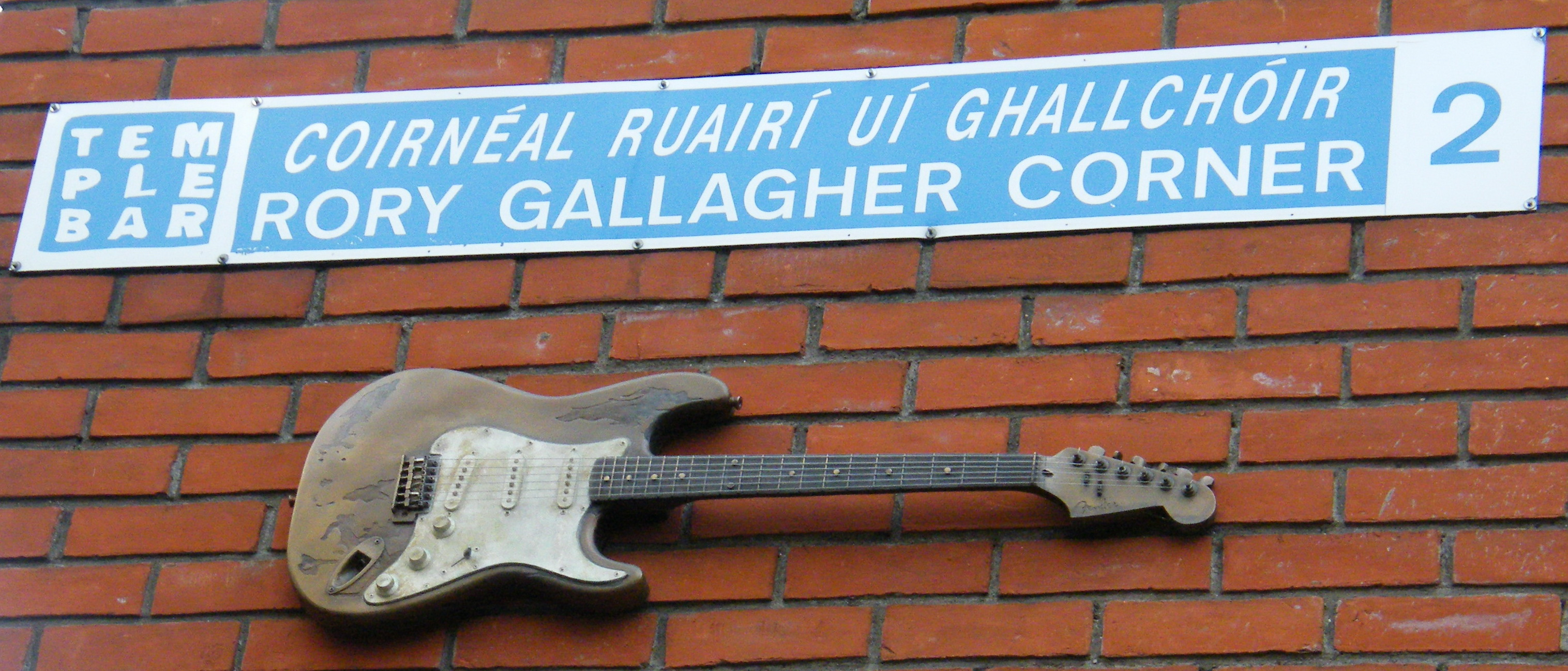
Le Rory Gallagher Corner.

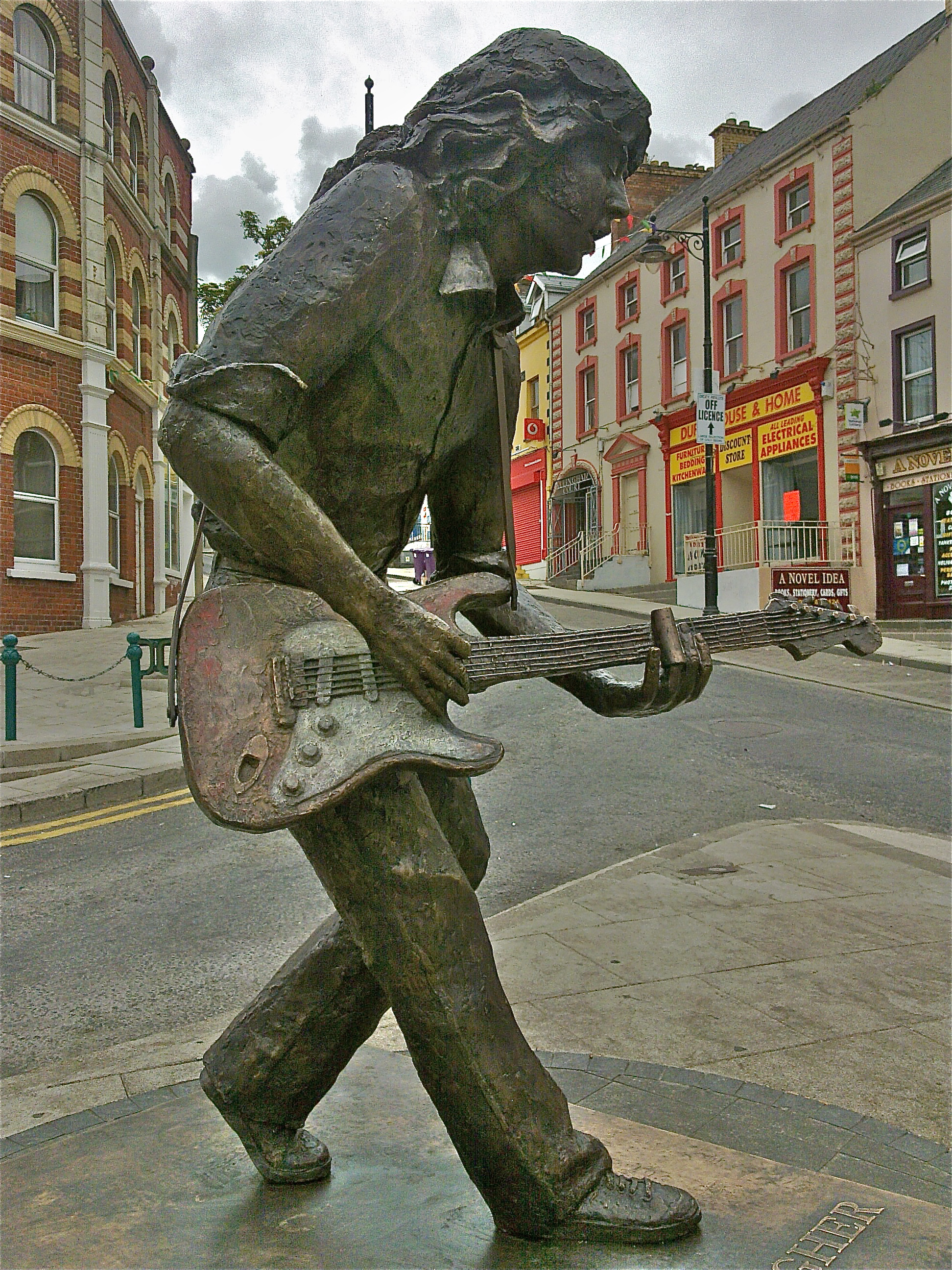
Statue de Rory Gallagher à Ballyshannon.

À Ballyshannon, en Irlande (lieu de naissance de Rory Gallagher), un cinéma porte son nom, et un musée réunit des objets lui ayant appartenu et des textes sur sa vie. Chaque année depuis 2002, est organisé le Rory Gallagher International Tribute Festival, pour célébrer sa musique. En 2010, sa statue grandeur nature (réalisée par David Annand), trône au centre-ville de Ballyshannon.
À Dublin, dans le quartier de Temple Bar, une petite ruelle porte le nom de Rory Gallagher Corner avec, sous la plaque, une Fender accrochée.
À Cork, la bibliothèque municipale porte son nom ainsi qu'une place sur laquelle se situe un petit mémorial en son honneur.
En France, une rue porte son nom, dans la commune de Ris-Orangis, en Essonne, dans laquelle se trouve par ailleurs une salle de concert, Le Plan, dans laquelle il donna son dernier concert.
Jacques Stotzem sort en 2015 To Rory, un album acoustique en hommage à Rory Gallagher.
Lors d'un concert en 2011 à l'Eventime Apollo de Londres, Joe Bonamassa a joué avec la mythique Fender Stratocaster 1961 de Rory le temps de deux morceaux qui étaient : Cradle Rock (Rory Gallagher) et Sloe Gin (Joe bonamassa),.

## Matériel souvent employé

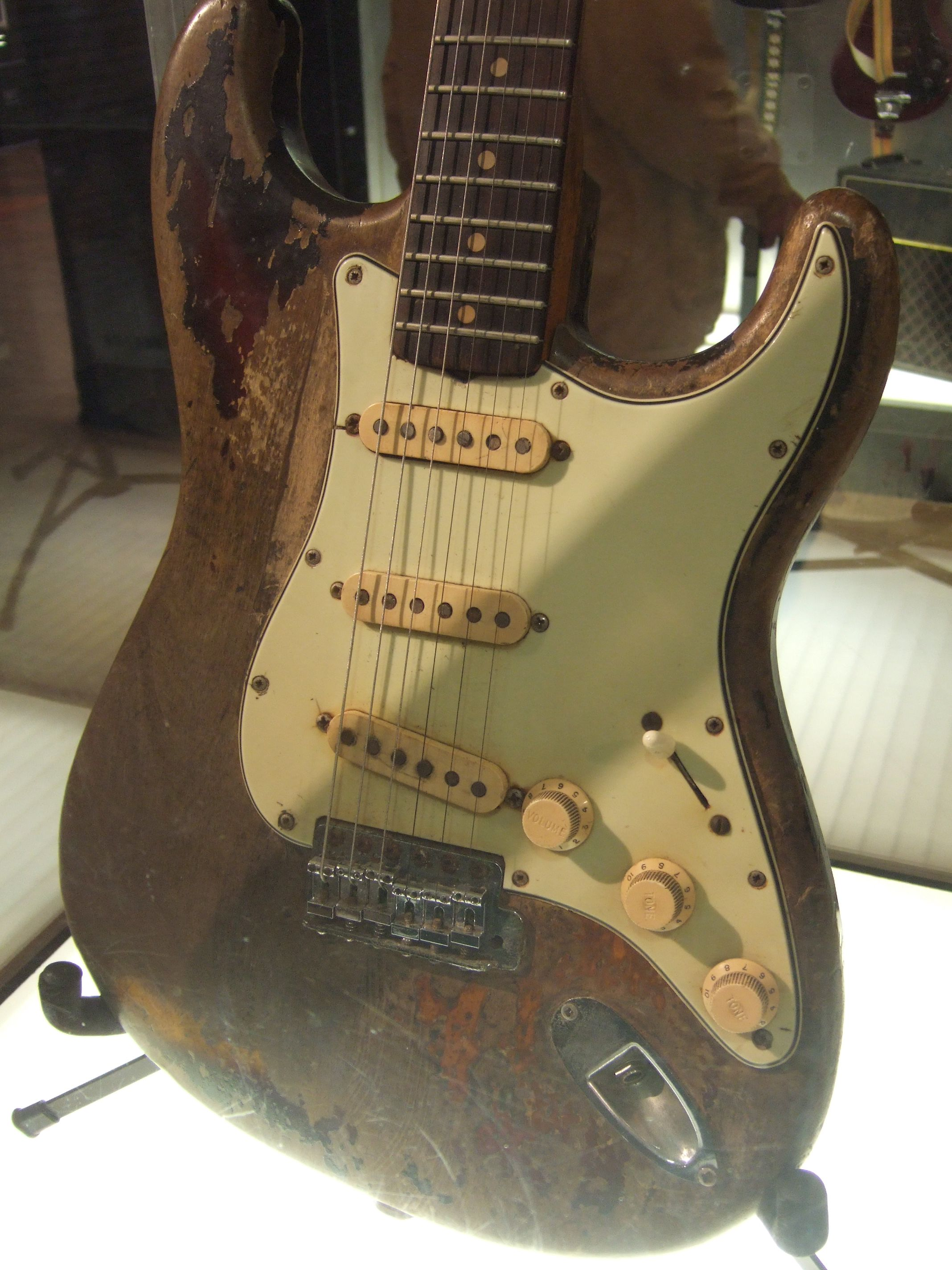
Guitare Fender Stratocaster série 1961 de Rory Gallagher.

Guitare Fender Stratocaster série 1961, toujours la même, très reconnaissable par l'usure avancée de son vernis « Sunburst ». Rory Gallagher l'avait achetée pour 100 £ à Cork, et en a amélioré les composants par la suite. À noter que le son unique de cette stratocaster est dû à la défectuosité d'un micro, usé par les ans, que Rory Gallagher trouva tellement original qu'il n'y toucha plus. Elle est toujours en possession de son frère Donal. Un modèle de série s'inspirant de cette guitare est commercialisé par Fender depuis 2005. La légende veut que la guitare fut abîmée notamment par la sueur de Rory Gallagher particulièrement acide à cause de ses problèmes de foie.
Guitare Burns Bison spéciale bottleneck (marquée club juillet 1967).
Guitare Fender Telecaster de 1967 pour le jeu au bottleneck.
Amplificateur Vox AC30, à l'époque de Taste et pendant les années 1970. Il l'abandonnera au profit d'amplificateurs Marshall dans les années 1980, puis y reviendra progressivement jusqu'à sa mort.
Amplificateur Marshall Jmp 2203.
Amplificateur Fender Bassman tweed 1954.
Dallas Rangemaster Trebble booster utilisé pratiquement en permanence dans le Canal normal du Vox AC30.

## Discographie solo

### Albums studio
- 1971 : Rory Gallagher
- 1971: Deuce
- 1973 : Blueprint
- 1973: Tattoo
- 1975 : Against the Grain
- 1976 : Calling Card
- 1978 : Photo-Finish
- 1979 : Top Priority
- 1982 : Jinx
- 1987 : Defender
- 1990 : Fresh Evidence

### Albums live
- 1972 : Live in Europe
- 1974 : Irish Tour '74
- 1980 : Stage Struck

### Compilations, albums post-mortem
- 1974 : In The Beginning
- 1975 : Sinner... and Saint
- 1976 : Take It Easy Baby
- 1992 : Etched In Blue
- 1995 : A Blue Day For The Blues
- 1999 : BBC Sessions
- 2003 : Wheels Within Wheels
- 2005 : Big Guns: The Very Best of Rory Gallagher
- 2006 : Live at Montreux
- 2008 : The Essential
- 2010 : The Beat Club Sessions
- 2011 : Notes from San Francisco (1CD studio de 1978 - 1CD live à San Francisco 1979)
- 2019 : Blues (existe en version coffret 3CD ou 1CD)
- 2020 : Check Shirt Wizard: Live in '77 (coffret 2 CD)
- 2022 : "Live in San Diego ´74"
- 2024 : "The BBC Collection" (Coffret 20CD - Période 1971-1986)

## Vidéographie
- Irish Tour '74
- DVD Live At Rockpalast (regroupant 3 concerts donnés pour la télévision allemande)
- Shadow Play (3 DVD) 5 concerts en Allemagne de 1976 à 1990
- DVD Live at Cork Opera House
- DVD Live at Montreux
- 1994-Live au festival interceltique de Lorient

## Galerie

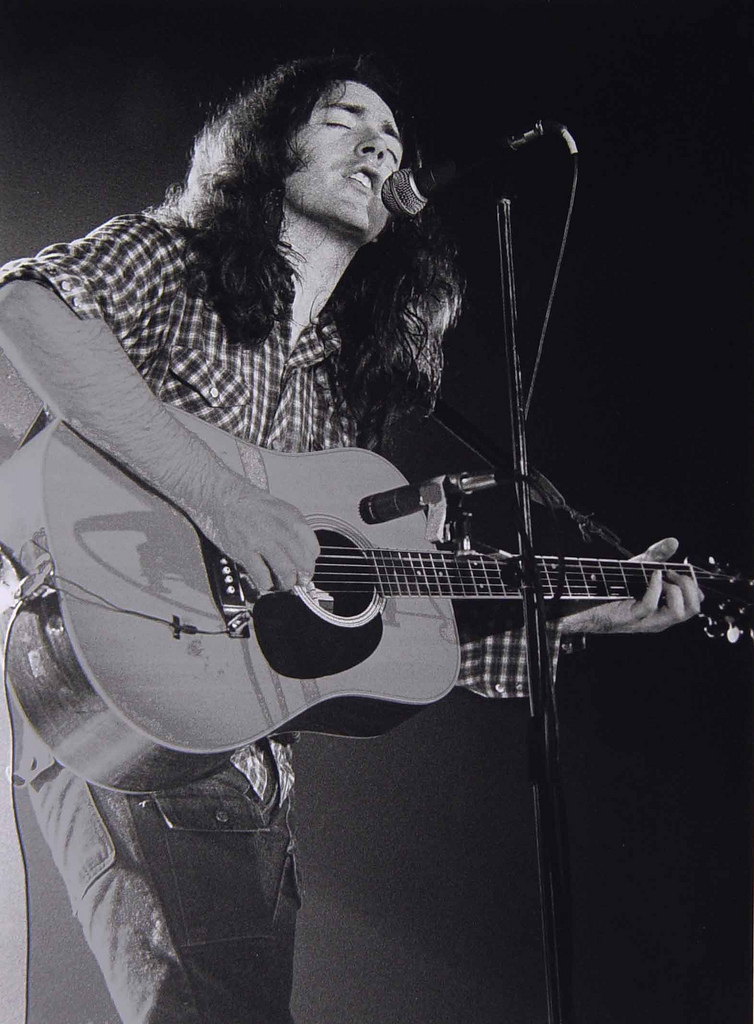
Rory Gallagher le 26 mars 1976 aux Pays-Bas.
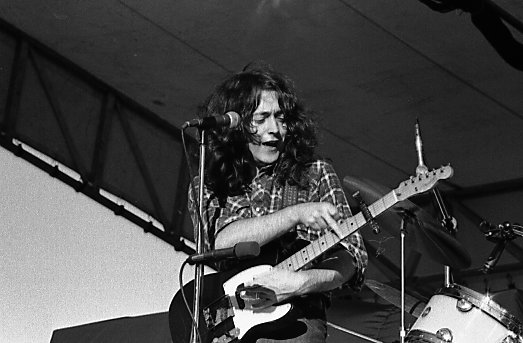
Rory Gallagher en 1977.
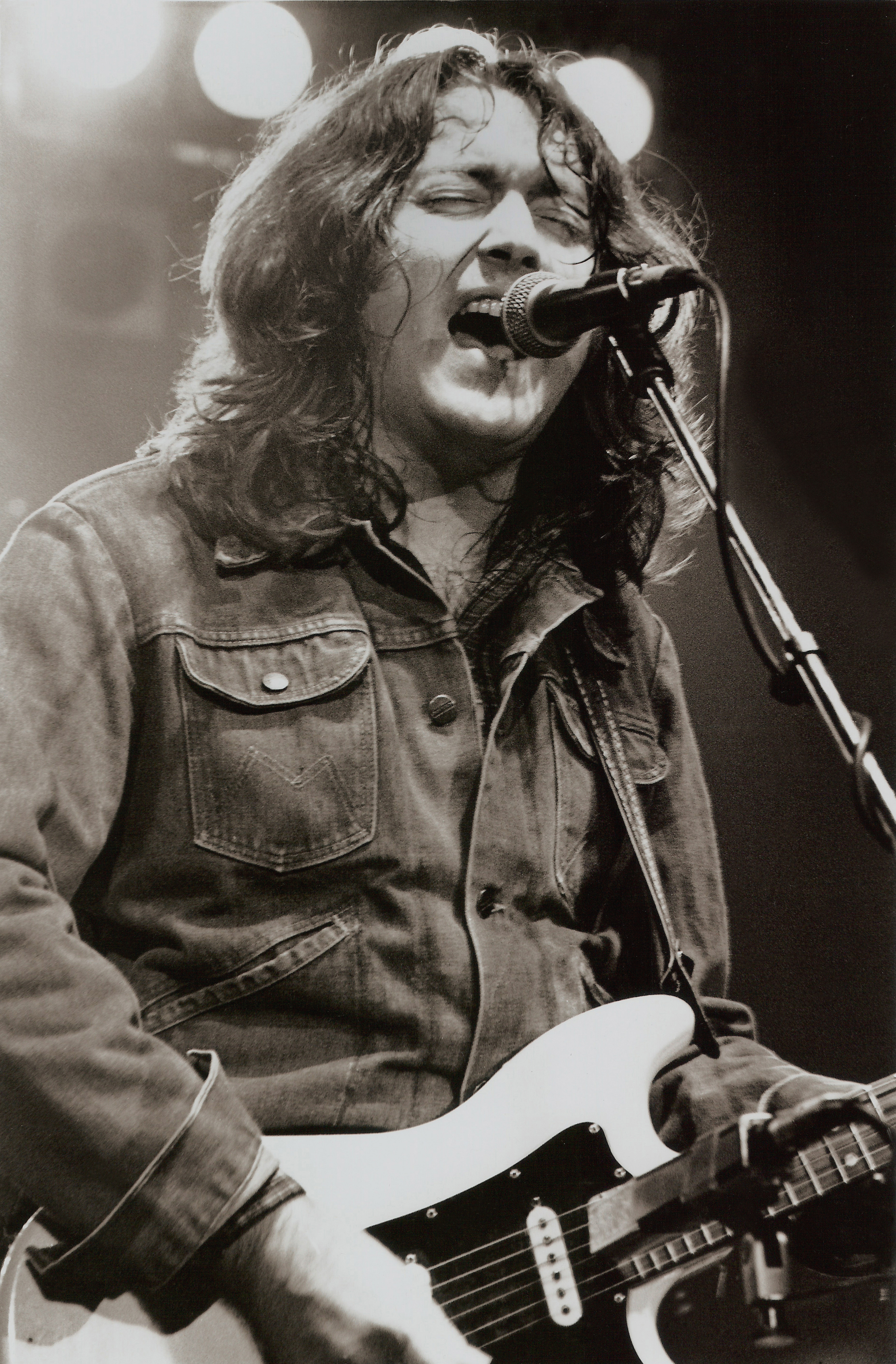
Rory Gallagher en 1982.
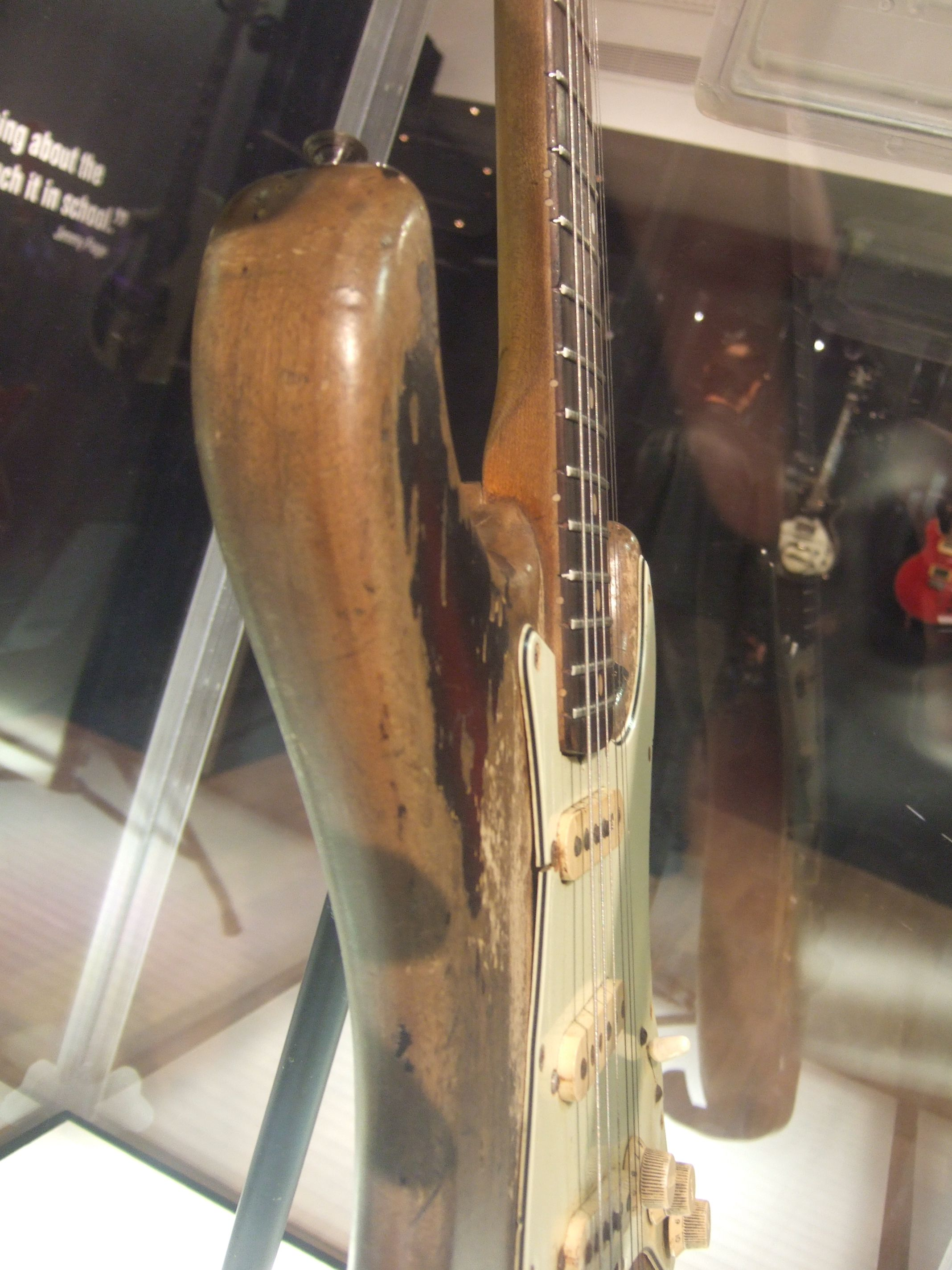
Guitare Fender Stratocaster série 1961 de Rory Gallagher.